# Jürgen Eisele
Jürgen Eisele (* 9. Juni 1951 in Busenbach bei Waldbronn) ist ein deutscher Hotelier und Politiker (CDU). Von 1980 bis 1992 war Eisele Mitglied des Landtags von Baden-Württemberg (MdL).

## Leben
Nach dem Besuch der Höheren Handelsschule in Ettlingen und des Wirtschaftsgymnasiums in Karlsruhe begann Jürgen Eisele sein Studium der Wirtschaftswissenschaften an der Universität Mannheim und schloss dieses 1976 mit dem Titel Diplom-Handelslehrer ab. Anschließend folgte ein Aufbaustudium der Verwaltungswissenschaften an der Verwaltungshochschule Speyer zum Mag. rer. publ. (1976/77). Danach war Eisele zwischen 1977 und 1982 Werbeleiter der Kurverwaltung Waldbronn, bevor er 1983 als Hotelier tätig wurde.
Bei der Landtagswahl in Baden-Württemberg 1980 zur 8. Wahlperiode des Landtags (1980–1984), der Landtagswahl in Baden-Württemberg 1984 zur 9. Wahlperiode (1984–1988) und der Landtagswahl in Baden-Württemberg 1988 zur 10. Wahlperiode (1988–1992) konnte Eisele jeweils das Direktmandat im Landtagswahlkreis Ettlingen erringen. Zur Landtagswahl in Baden-Württemberg 1992 trat er nicht mehr an. Seit 1979 war Eisele ebenfalls Mitglied des Kreisrats des Landkreises Karlsruhe. Daneben fungierte Eisele auch als Vorsitzender der CDU Waldbronn und als stellvertretender Landesvorsitzender der Mittelstandsvereinigung der CDU.